# JPビズメール
JPビズメール株式会社（英: JP BIZ MAIL Co., Ltd.）は、東京都足立区に本社を置くDM関連事業を主な業務とする企業。日本郵政グループに属する企業で、日本郵便株式会社の子会社である。

## 概要
株主総会の招集通知、決議通知、優待、配当金関係書類など、通知物を印刷、封入封緘して発送を行っている。また、株主優待品を在庫管理し、ピッキング・梱包・発送業務も行う。その他にDMおよびビジネス文書における、デザインから差し出しまでを一括に行っている。東京の本社の他、横浜および大阪にも事業所がある。

## 沿革
- 1976年（昭和51年）- 東洋ビジネス株式会社（現・三菱UFJ代行ビジネス）設立。東洋信託銀行（現・三菱UFJ信託銀行）証券代行部門の封入発送業務を開始。
- 2006年（平成18年）- 三菱UFJ代行ビジネスの封入発送部門を新設分割し、JPビズメール株式会社を設立、日本郵政公社と三菱UFJ信託銀行の合弁会社となる。
- 2007年（平成19年）- 本社を現在地に移転。
- 2009年（平成21年）- 100%出資子会社である株式会社ディーエムリーディングと合併。